# Augustine Taneko
Augustine Taneko (sinh 3 tháng 10 năm 1954) từng là một thành viên của Quốc hội Quần đảo Solomon. Ông sống ở Shortlands, Western Province, lần đầu tiên được ứng cử năm 2001. Ông được thay thế bởi Steve Laore.